# Grünfaseriger Raukopf
Der Grünfaserige Raukopf (Cortinarius venetus) ist ein Blätterpilz aus der Familie der Schleierlingsverwandten (Cortinariaceae). Der mittelgroße Raufuß hat einen trockenen, samtig-filzig bis feinschuppigen Hut, der grünlich- bis olivbräunlich gefärbt ist. Der Mykorrhizapilz wächst überwiegend in Buchenwäldern, es gibt aber auch eine Nadelwaldform. Die Fruchtkörper erscheinen gesellig bis fast büschelig wachsend von August bis Oktober. Der Schleierling ist möglicherweise giftig, aber auf jeden Fall nicht essbar. Weitere Namen für diesen Schleierling sind Grüner Raukopf und Grüner Buchenwald-Raukopf, die Varietät montanus wird auch Grünfaseriger Nadelwald-Raukopf genannt.

## Merkmale

### Makroskopische Merkmale

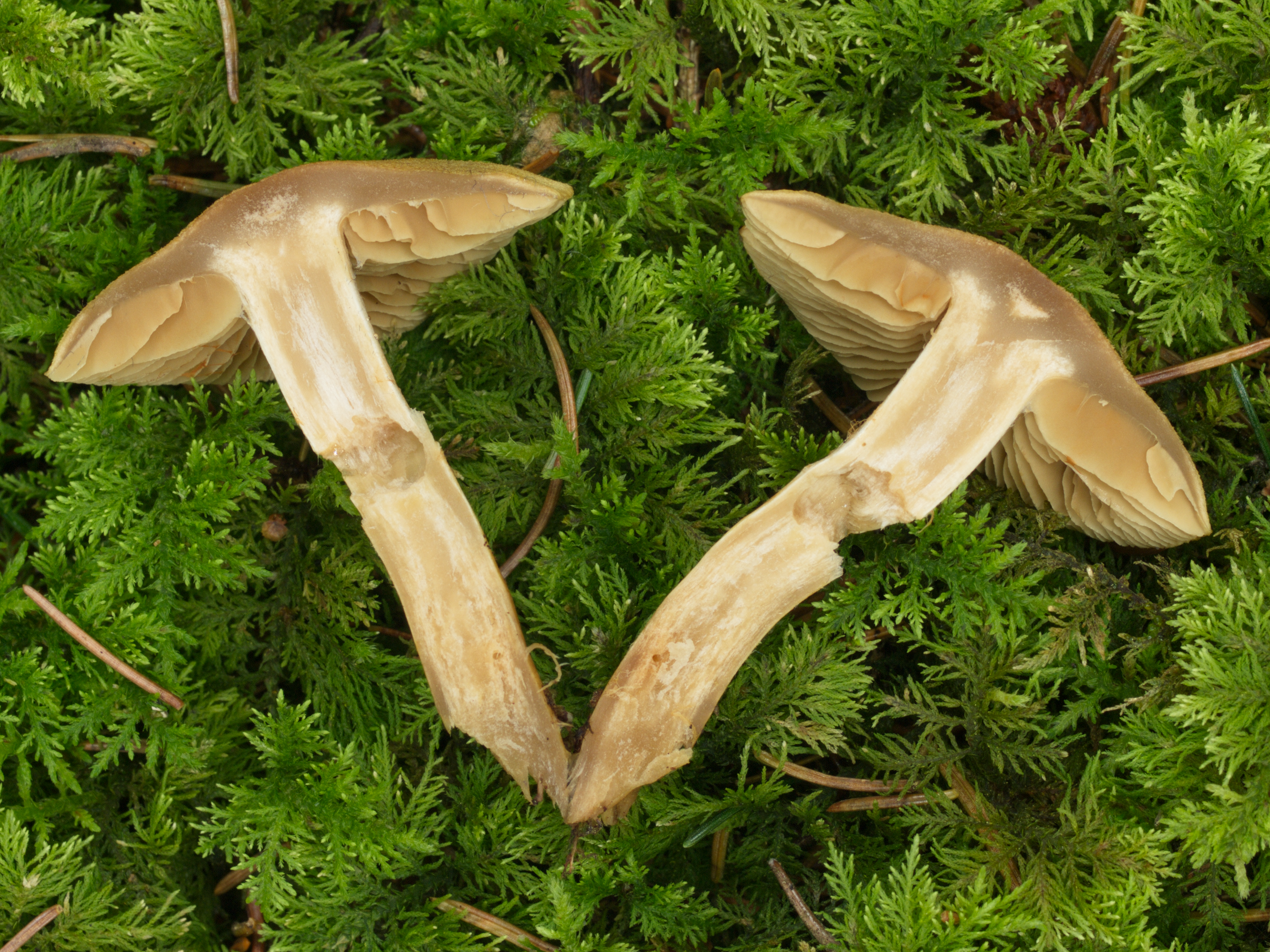
Längsschnitt durch einen Fruchtkörper des Grünfaserigen Raukopfs

Der Hut ist 2–6 (8) cm breit, anfangs fast halbkugelig, dann gewölbt bis ausgebreitet und manchmal flach gebuckelt. Die Oberfläche ist jung feinschuppig und gelbgrün bis olivbraun gefärbt. Die Hutmitte ist manchmal etwas dunkler. Die trockene Huthaut ist matt und reißt im Alter in grobfilzige Schüppchen auf oder ist ganz kahl. Der Hutrand bleibt lange eingerollt, nach unten gebogen oder steht kurz über.
Die Lamellen sind ausgebuchtet angewachsen und jung gelb bis olivgrün gefärbt. Im Alter werden sie durch den Sporenstaub oliv- bis zimtbraun. Die Schneiden sind ganzrandig bis fein wellig-schartig und meist etwas heller gefärbt. Das Sporenpulver ist rostbraun.
Der zylindrische Stiel ist 4–8 cm lang und 1,5–3 cm breit. Auch er ist olivgelb bis olivbräunlich gefärbt. Seine Basis kann mehr oder weniger keulig erweitert oder zwieblig verdickt sein. Sie ist aber niemals gerandet-knollig. Im Alter ist der längsfaserig gestreifte Stiel hohl. Das Velum bildet oft eine olivgelbe gürtelförmige Zone oder haftet flockig am Stiel an.
Der Geruch des jung blassgrünen und im Alter olivgelblichen Fleisches ist schwach oder fast fehlend, riecht aber frisch angeschnitten etwas rettichartig. Laut Moser schmeckt das Fleisch herb metallisch und macht die Zunge und den Gaumen pelzig. Laugen verfärben die Huthaut erst rotbraun dann schwarzbraun.

### Mikroskopische Merkmale

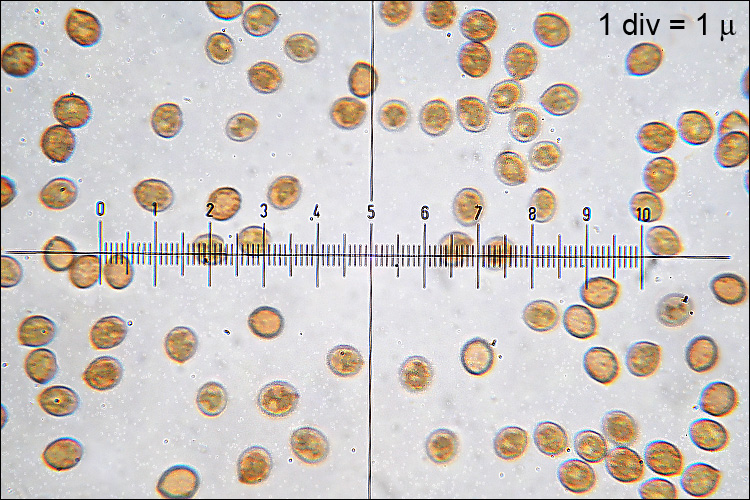
Die Sporen sind rundlich bis schwach verlängert.

Die rundlich bis schwach verlängerten Sporen messen (5,5) 6,5–8 × (4,5) 5,5–6,5 μm. Sie sind gelbbraun gefärbt und warzig bis stark warzig.
Die viersporigen Basidien sind 28–35 μm lang und 6,5–7 μm breit. Auf der Lamellenschneide findet man gewöhnlich zylindrische, keulige oder fast flaschenförmige und nur wenig vorstehende
Cheilozystiden, die 20–35 (40) μm lang und 5–12 μm breit sind.
Die Hutdeckschicht besteht aus ziemlich locker, leicht subradiär verflochtenen, 8–12 (15) μm dicken Hyphen, die an den Septen Schnallen tragen. Sie sind teilweise bräunlich inkrustiert, aber enthalten immer ein grüngelbes, intrazelluläres Pigment. Die Subkutis ist kaum differenziert.

## Artabgrenzung
Eine Varietät dieses Pilzes lebt im montanen Nadelwald. Der meistens etwas dunkler gefärbte Fichtenbegleiter wird Cortinarius venetus var. montanus genannt. Er hat ebenfalls einen trockenen Hut, der durch winzige, dicht stehende Schüppchen samtig-matt erscheint.
Ähnlich ist der größere Olivbraune Raukopf (Cortinarius cotoneus) und der
Hainbuchen-Hautkopf (Cortinarius olivaceofuscus), der jedoch andere mikroskopische Merkmale aufweist.

## Verbreitung

Europäische Länder mit Fundnachweisen des Grünfaserigen Raukopfs.
Legende:
Länder mit Fundmeldungen
Länder ohne Nachweise
keine Daten
außereuropäische Länder

Der überwiegend boreale bis montane Pilz ist nahezu in ganz Europa verbreitet, lediglich aus den Niederlanden gibt es keine Nachweise. Im Süden reicht sein Verbreitungsgebiet von Spanien bis nach Griechenland und Bulgarien im Südosten. Im Norden ist er in ganz Fennoskandinavien verbreitet. Sein Verbreitungsgebiet reicht in Schweden bis etwa zum 65. Breitengrad. Auch in Großbritannien und auf der irischen Insel ist der Schleierling offenbar weit verbreitet, allerdings gibt es nur wenige Nachweise. In den Alpenländern (Schweiz, Österreich und Liechtenstein) hingegen scheint die Art recht häufig zu sein. Auch in Deutschland kann der Schleierling gebietsweise häufig auftreten, andererseits auch gänzlich fehlen.

## Ökologie
Die Fruchtkörper des Mykorrhizapilzes erscheinen gesellig bis büschelig wachsend von August bis Oktober (November) in Laubwäldern, bevorzugt bei Buchen. Die Varietät montanus wächst hingegen in Nadelwäldern, besonders bei Fichten. Der boreal bis montane Raukopf wächst überwiegend auf Kalkböden. In Österreich wuchsen 32,5 % der Nachweise auf kalkhaltigen Böden, während lediglich 14,9 % auf Silikatböden gefunden wurden. Der höchstgelegene Fundort lag in Österreich zwischen 1900 und 2000 m und in der Schweiz auf 2010 m NN.

## Systematik
Der Raukopf wurde erstmals 1818 durch Elias Magnus Fries als Agaricus raphanoides var. venetus beschrieben und in seinem Werk, Systema Mycologicum, 1821 sanktioniert. 1838 stellte Fries den Pilz in die Gattung Cortinarius, sodass er sein heute gültiges Binomen bekam. Ein homotypisches Synonym ist Dermocybe veneta, da Adalbert Ricken 1915 den Raukopf in die Gattung Dermocybe stellte.

## Bedeutung
Der Grünfaserige Raukopf ist wie alle Rauköpfe kein Speisepilz. Möglicherweise ist er sogar giftig.